# Bajerovce
Bajerovce (allemand : Bayerhau , hongrois : Bajorvágás) est un village de Slovaquie situé dans la région de Prešov.

## Histoire
Première mention écrite du village en 1366.

## Démographie

### Évolution de la population
| Année:               | 1994. | 2004.    | 2014.    | 2024.   |
| -------------------- | ----- | -------- | -------- | ------- |
| Nombre de personnes: | 390   | 330      | 295      | 270     |
| Différence:          |       | -15,38 % | -10,60 % | -8,47 % |

| Année:               | 2023. | 2024.   |
| -------------------- | ----- | ------- |
| Nombre de personnes: | 267   | 270     |
| Différence:          |       | +1,12 % |